# Ермилов, Сергей Фёдорович
Сергей Федорович Ермилов (укр. Сергій Федорович Єрмілов, род. 16 ноября 1958 года, с. Магаджан, Актюбинская область, Казахская ССР, СССР) — украинский государственный деятель, специалист в области энергетики и энергосбережения. Бывший министр топлива и энергетики Украины (2000—2001, 2002—2004) и председатель Национального агентства Украины по вопросам обеспечения эффективного использования энергетических ресурсов (2009—2010).

## Образование
- Киевский политехнический институт, 1982, инженер-механик, специальность «Парогенераторостроение».
- Национальная академия управления, 1999, магистр финансового менеджмента.

## Биография
Сентябрь 1975 — август 1976 — транспортный рабочий треста «Киевгорстрой-2».
Сентябрь 1976 — июнь 1982 — студент Киевского политехнического института.
Июнь 1982 — июнь 1984 — служба в рядах Советской Армии.
Август 1984 — июнь 1989 — машинист-обходчик, старший инженер по эксплуатации, инженер III категории турбинного цеха Дирекции строительства Крымской АЭС.
Июнь 1989 — февраль 1992 — машинист-обходчик газотурбинного оборудования, инженер I категории газотурбинной электростанции «Тенгиз», ПО «Союзтрансенерго».
Март 1992 — декабрь 1996 — инженер I категории, начальник производственно-технического отдела, заместитель главного инженера — начальник производственно-технического отдела, главный инженер Дирекции строительства Крымской ТЭС.
Декабрь 1996 — ноябрь 1997 — директор дочернего предприятия «Восточнокрымская энергетическая компания».
Ноябрь 1997 — июль 1999 — председатель правления — директор Государственной акционерной энергоснабжающей компании «Крымэнерго».
Июнь 1999 — январь 2000 — первый заместитель Министра энергетики Украины.
Март 2000 — июль 2000 — советник Премьер-министра Украины.
13 июля 2000 — 6 марта 2001 — Министр топлива и энергетики Украины в правительстве Виктора Ющенко.
Декабрь 2001 — ноябрь 2002 — советник Министра топлива и энергетики Украины.
30 ноября 2002 — 5 марта 2004 — Министр топлива и энергетики Украины в правительстве Виктора Януковича.
2004—2009 — директор ООО «Институт проблем экологии и энергосбережения».
Март 2006 — кандидат в народные депутаты Украины от ПЭП «ЭКО+25 %», № 2 в списке.
15 апреля 2009 — 31 мая 2010 — председатель Национального агентства Украины по вопросам обеспечения эффективного использования энергетических ресурсов.
Государственный служащий 2-го (с августа 1999), 1-го ранга (с июня 2009).

## Награды
- Орден Дружбы (13 мая 2003 года, Россия) — за большой вклад в развитие электроэнергетики, укрепление дружбы и сотрудничества между Российской Федерацией и Украиной[1].
- Медаль «Независимость Украины» (2003, Международный Академический Рейтинг популярности и качества «Золотая фортуна»).
- Орден Святого Равноапостольного князя Владимира Великого III степени.
- Знаки «Шахтёрская слава» II и III степеней.
- Почётная грамота Кабинета Министров Украины (27 августа 2004 года) — за весомый личный вклад в развитие угольной промышленности[2].
- Заслуженный энергетик СНГ.

## Семья
Супруга — Марина
Дети — Павел(1982), Алексей(1986)